# Kovtunivka, Prîlukî
Kovtunivka (în ucraineană Ковтунівка) este o comună în raionul Prîlukî, regiunea Cernihiv, Ucraina, formată numai din satul de reședință.

## Demografie
Componența lingvistică a comunei Kovtunivka
     Ucraineană (95,04%)
     Rusă (3,97%)
     Alte limbi (0,2%)
Conform recensământului din 2001, majoritatea populației comunei Kovtunivka era vorbitoare de ucraineană (95,04%), existând în minoritate și vorbitori de rusă (3,97%).